# 유엔 안전 보장 이사회 결의 제602호
유엔 안전 보장 이사회 결의 제602호는 1987년 11월 25일 만장일치로 채택되었다. 남서아프리카(나미비아)를 통해 남아프리카 공화국이 계속해서 군사적으로 국가를 침공하고 있는 것에 대해 우려를 표명하였다. 또 남아프리카 공화국군이 앙골라 남부에서 완전하고 무조건적으로 철수할 것을 촉구하였으며, 사무총장에게 현재 결의안의 이행을 감독하고 1987년 12월 10일까지 보고하도록 요청하였다.
이사회는 남아프리카 공화국 측에 모듈러 작전을 중단할 것과 앙골라의 주권과 영토 보전을 존중할 것을 요구하였다. 결의안을 제출한 가나 대표는 지속적인 공격은 안전 보장 이사회의 권위에 대한 모욕이라고 말하였다.

## 같이 보기
- 남아프리카 국경 전쟁